# Serkay Tütüncü
Serkay Tütüncü (* 7. Februar 1991 in Tire) ist ein türkischer Schauspieler.

## Leben und Karriere
Tütüncü wurde am 7. Februar 1991 in Tire. Seine Familie ist albanische Abstammung. Er studierte an der Ege Üniversitesi. In seiner Jugend spielte er in den Vereinen İzmirspor, Balçovaspor, İzmir Police and Alaçatıspor.  2016 nahm er an der Sendung Survivor Türkiye teil. Anschließend war er 2018 in der Fernsehserie Masumiyet zu sehen. Von 2019 bis 2020 trat er in Afili Aşk auf. Danach wurde er für die Serie Bay Yanlış gecastet. Seine erste Hauptrolle bekam er in İnsanlık Suçu. 2022 spielte er in der Serie Hayaller ve Hayatlar di Hauptrolle.

## Filmografie
Sendungen
- 2016: Survivor Türkiye
- 2016: Para Bende

Serien
- 2018: İnsanlık Suçu
- 2019–2020: Afili Aşk
- 2020: Bay Yanlış
- 2021: Masumiyet
- 2022: Kusursuz Kiracı
- 2022: Hayaller ve Hayatlar